# Peloco
Galinha peloco é uma raça de galináceos domésticos (Gallus Domesticus) surgida no Brasil no estado da Bahia.

## História
A raça descende de tipos de galinha que foram levadas pelos portugueses para o Brasil ao longo da história. Devido a introdução e a promoção de galinhas estrangeiras mais produtivas e precoces, a criação de galinha peloco entrou em declínio. Foi encontrada em um quilombo, recuperada e tem passado por estudos e melhoramentos pela Universidade do Estado da Bahia (UesB), no campus Juvino Oliveira na cidade de Itapetinga.

## Características raciais
É uma galinha muito rústica, podendo ser criada solta com pouco insumo. Tais animais tem uma certa variação fenotípica, mas os animais recuperados pela UesB foram selecionados e reproduzidos para terem bastante conformação física. Sua carne é escurecida e com pouca gordura.

## Importância econômica e familiar
As raças estrangeiras, na grande maioria das vezes, não conseguem se adaptar bem a região do nordeste e suas peculiaridades de clima e bioma. A galinha peloco, por já ser adaptada à região, se torna, novamente, uma alternativa viável para criação de famílias e pequenos produtores rurais e pelo seu custo extremamente baixo de manutenção.

## Melhoramentos genéticos
As raças nativas de galinhas brasileiras que até agora não tiveram reconhecimento oficial estão em processo de conhecimento, estudo e recuperação destes animais. No caso da galinha peloco, os pesquisadores já realizam cruzamentos cuidadosos para melhorar as características genéticas destes animais.

## Valor genético
A conservação destes animais permite identificar a composição de seus genes e seu uso naquelas características consideradas vantajosas, aprimorando os próprios animais, outras raças ou a criação de novas raças adaptadas a diferentes finalidades ou biomas.